# Jurjusan
Jurjusan (russisch Юрюзань) ist eine Stadt in der Oblast Tscheljabinsk (Russland) mit 12.571 Einwohnern (Stand 14. Oktober 2010).

## Geografie
Die Stadt liegt an der Westflanke des Südlichen Ural etwa 300 km westlich der Oblasthauptstadt Tscheljabinsk am gleichnamigen Jurjusan, einem linken Nebenfluss der Ufa im Flusssystem der Kama.
Jurjusan ist gehört zum Rajon Kataw-Iwanowsk. Nur wenige Kilometer südlich des Ortes liegt die größere „geschlossene Stadt“ Trjochgorny.
Die Stadt liegt wenige Kilometer von der Südstrecke der Transsibirischen Eisenbahn Moskau–Samara–Tscheljabinsk–Omsk entfernt, mit der sie über eine Zweigstrecke zur Station Wjasowaja (Streckenkilometer 1818 ab Moskau) verbunden ist, sowie der Fernstraße M5 Moskau–Tscheljabinsk.

## Geschichte
Jurjusan entstand 1758 im Zusammenhang mit der Errichtung des Eisenwerkes Jurjusan-Iwanowski Sawod. Ab dem Ende des 19. Jahrhunderts hießen Werk und Ort nur noch Jurjusanski Sawod. Das Werk wurde 1908 geschlossen, der Ort erhielt am 18. Juni 1943 Stadtrecht. Dar Name leitet sich von den altturkischen/baschkirischen Wörtern für schneller oder großer Fluss ab.

### Bevölkerungsentwicklung
| Jahr | Einwohner |
| ---- | --------- |
| 1939 | 10.754    |
| 1959 | 17.291    |
| 1970 | 17.510    |
| 1979 | 18.113    |
| 1989 | 18.294    |
| 2002 | 14.158    |
| 2010 | 12.571    |

Anmerkung: Volkszählungsdaten

## Wirtschaft
In Jurjusan befindet sich ein Werk für Kühlschränke und Pumpen, daneben gibt es Holz- und Lebensmittelindustrie.